# Ляне тісто
Ля́не ті́сто (пол. lane ciasto) — страва польської кухні, домашні макаронні вироби до помідорового супу, бульйону, інших супів. Складниками виступають борошно, яйце, вода і/або молоко. Можна додавати сіль. Усе це вимішується. Констистенція приготованого тіста повинна бути доволі густа, щоб не розтікатись в супі. Приготоване таким чином тісто повільною цівкою зціджується у начиння, в якому вариться суп. Після вливання тіста, воно гусне і дістає остаточну форму.